# Eriastrum virgatum
Eriastrum virgatum là một loài thực vật có hoa trong họ Polemoniaceae. Loài này được (Benth.) H.Mason mô tả khoa học đầu tiên năm 1945.